# Ferhat Abbas
Ferhāt 'Abbās (Taher, 24 ottobre 1899 – Algeri, 24 dicembre 1985) è stato un politico nazionalista algerino.

## Biografia
Nazionalista moderato (vicino alla linea di Messali Hajj), ebbe un ruolo di rilievo nel processo di indipendenza algerina. Inizialmente favorevole all'intesa con i Francesi, nel 1938 fondo l'Union Populaire. Nel 1946 fondò l'UDMA (Unione democratica del manifesto algerino) e fu membro della seconda Costituente francese dal 1946 allo scoppio della guerra d'Algeria (1954). Fu membro dell'Assemblea Algerina dal 1948, aderì al FLN (Fronte di Liberazione Nazionale) solamente nel 1956. Presidente del governo provvisorio (1958-1961), fu estromesso (1961) da ruoli di primo piano dai nazionalisti radicali che gli preferirono Ben Khedda. Dopo la conquista dell'indipendenza divenne presidente dell'Assemblea costituente della nuova Repubblica Algerina (1962), abbandonò la politica nel 1963 per forti contrasti con il presidente Ahmed Ben Bella, e l'anno successivo fu arrestato:  nel 1965 tornò in libertà.
In seguito a ciò le sue posizioni si moderarono e divenne il portavoce di una corrente filostatunitense: tale presa di posizione gli costò la residenza sorvegliata fino al 1984, quando fu completamente riabilitato.

## Opere
(prefazione di La Nuit coloniale, 1962)
Il pensiero politico di Abbas, le sue idee sulla democrazia e la storia furono elaborate in una serie di saggi, fra cui: La nuit coloniale (1962), Autopsie d'une guerre (1980) e L'indépendance confisquée (1984). I suoi articoli giovanili furono invece raccolti in Le Jeune Algérien (1931).